# N-006 A
La  N-006 A  o  LE-N-006  es una vía terrestre española compuesta por antiguos trazados de la  N-VI  y que discurre en seis tramos separados todos ellos en la provincia de León.
Algunos de los tramos de la antigua nacional han sido últimamente transferidos a la Red de Carreteras de Castilla y León; siendo así, el único trámite que restaría para su incorporación a esta vía su catalogación y el cambio en las señales kilométricas metálicas, que esperan su nueva denominación provincial.

## Recorrido

### Tramo 1: Travesía Antigua N-VI de Cebrones del Río
Tiene una longitud de 1,4 km entre los puntos kilométricos 294,8 y 296,2 de la antigua  N-VI . Este tramo también puede aparecer señalizado como  SC-LE-01 

### Tramo 2: Travesía Antigua N-VI de Combarros
Tiene una longitud de 2,75 km entre los puntos kilométricos 333 y 335,7 de la antigua  N-VI .

### Tramo 3: Travesía Antigua N-VI de Manzanal del Puerto
Tiene una longitud de 3 km entre los puntos kilométricos 346,3 y 349,3 de la antigua  N-VI .
Siguiendo el recorrido de la  N-VI , se llega al Puerto de Manzanal, situado a 1225 metros de altitud, que delimita las comarcas de La Maragatería (Astorga) y La Cepeda (vertiente que lleva hacia El Bierzo).
En este enclave encontramos el primer tramo señalizado como  N-006 A , el cual permite acceder a Manzanal del Puerto, un pueblecito que nos muestra cómo era la primitiva  N-VI : estrecha y revirada incluso por sus calles principales. Este tramo, recientemente, se ha beneficiado de una renovada capa de asfalto, siendo mucho menos incómodo rodar por él.
Esta sección, que finaliza en una pareja de rotondas de conexión entre la  A-6 , la  N-VI  y la que nos ocupa, da acceso también en su final a una antigua y estrecha carretera que llega a los pequeños asentamientos de Villagatón y a Brañuelas. Durante este deteriorado tramo, es posible detenerse fuera de la calzada para disfrutar del paisaje montañoso de la zona, y ver cómo las dos vías más modernas discurren hacia el Bierzo.
El tramo se une con la  N-VI  de nuevo, siendo ésta un tanto delicada, con varias curvas enlazadas limitadas a 80 km/h, aun habiendo recibido nuevas capas de asfalto en fechas muy recientes.

### Tramo 4: De La Retuerta a Entronque
Tiene una longitud de 3,2 km entre los puntos kilométricos 350,2 y 353,4 de la antigua  N-VI .

### Tramo 5: Travesía Antigua N-VI de Ambasmestas, Vega de Valcarce, Ruitelán, Las Herrerías y Las Lamas
Tiene una longitud de 10,3 km entre los puntos kilométricos 424,7 y 435 de la antigua  N-VI .
Así, tras circular la  N-VI  por los poblados de Pereje, Trabadelo (muy deteriorado) y La Portela de Valcarce, que son a día de hoy vías urbanas, se inicia un nuevo tramo de la  N-006 A  en la población de Ambasmestas.
A partir de aquí, el trazado original de la  N-VI  desaparecerá en varios puntos, y es que su recorrido, abierto al tráfico durante la década de los 80, ha facilitado mucho la realización de la autovía  A-6 , la cual fue la última de las seis autovías radiales en ser completada, debido a una orografía que convirtió este trazado en el más caro y complicado de realizar durante esa aún cercana época. Así, los últimos tramos en la provincia de León se abrieron al tráfico a finales de la década de los 90, mientras que los viaductos y túneles de la vertiente gallega del Puerto de Piedrafita, quedaron terminados durante el año 2000.
Así, entra en Vega de Valcarce este tramo del antiguo recorrido de la carretera nacional, y discurre junto a la nacional moderna y la autovía, hasta la llegada a Ruitelán. En este punto, además de dar fin este último tramo de la  N-006 A , el trazado original de la  N-VI  desaparece, ya que se ha convertido en la  A-6 , incluso con la realización de nuevos viaductos paralelos, que salvan los valles existentes.
La aún denominada  N-VI  discurre a continuación por su antiguo trazado de alta montaña, con un asfalto mucho más adecuado y guardarraíles renovados. Durante algunos kilómetros y, cerca del límite de provincia, aparece un trazado que fue cortado en dos ya durante las obras de la nueva  N-VI . Así, discurre por un tramo hecho desde 0, al lado de la  A-6  y, finalmente, atravesando Piedrafita del Cebrero, se interna en la provincia de Lugo.

### Tramo 6: Travesía Antigua N-VI de Castro a límite de C. A. de Galicia
Tiene una longitud de 2 km entre los puntos kilométricos 436,4 y 438,4 de la antigua  N-VI .